# ميخائيل هيل
ميخائيل هيل (26 يناير 1945 في أستراليا - ) (بالإنجليزية: Michael Hill)‏ هو لاعب كريكت أسترالي.

## وصلات خارجية
- ميخائيل هيل على موقع إي آس بي آن كريك إنفو (الإنجليزية)